# Jason Jordan
Jason Jordan (Richmond, 30 mei 1978) is een voormalig Canadees profvoetballer. Hij speelde zijn hele professionele loopbaan als aanvaller bij de Vancouver Whitecaps. Ook was hij tussen 1996 en 2000 actief voor het Canadese nationale beloftenelftal. In 2005 won Jordan het topscorersklassement van de USL First Division.

## Clubvoetbal

### Vancouver Whitecaps
In 1997 werd Jason Jordan aangetrokken door de Vancouver Whitecaps. Hier bleek Jordan een echte goaltjesdief, en wist de aandacht te trekken van diverse clubs. In 2002 weigerde Jordan een contract van de Colorado Rapids, dat uitkomt in de Major League Soccer. Zijn voorkeur bleef uit gaan naar de Whitecaps.
Na een goed seizoen met de Vancouver Whitecaps waarin hij 17 doelpunten maakte, werd Jordan in 2005 verkozen tot "Most Valuable Player" van de USL First Division. In 2006 ging het minder goed met Jordan. Hij werd geplaagd door blessures en kon een groot deel van het seizoen niet voetballen. Toch speelde hij enkele wedstrijden, en was er mede voor verantwoordelijk dat de Vancouver Whitecaps haar eerste USL kampioenschap won. In oktober 2008 won Jordan samen met de Whitecaps wederom het USL kampioenschap, door de Puerto Rico Islanders te verslaan met 2-1.
Op 19 december 2008 liep het spelerscontract van Jordan af, waarna hij enkele dagen later een punt achter zijn spelerscarrière zette om verder te gaan als voetbaltrainer.

## Interlands

### Canada
Na zich te hebben bewezen als jeugdinternational bij het Canadees U-20 en U-23 team, werd Jason Jordan opgeroepen voor het Canadees elftal in de interland tegen Duitsland. Echter werd Jordan geen speeltijd gegunt, en bleef zijn rol slechts beperkt tot bankzitter. Sindsdien werd de aanvaller geplaagd door blessures en wist hij na zijn herstel geen uitnodiging van de bondscoach meer te ontvangen.

## Statistieken
De statistieken zijn onvolledig, wegens een gebrek aan bronnen.
| Seizoen | Land   | Club                   | Competitie         | Wedstrijden | Goals |
| ------- | ------ | ---------------------- | ------------------ | ----------- | ----- |
| 1997    | Canada | Vancouver Whitecaps FC | USL First Division | ?           | ?     |
| 1998    | Canada | Vancouver Whitecaps FC | USL First Division | ?           | ?     |
| 1999    | Canada | Vancouver Whitecaps FC | USL First Division | ?           | ?     |
| 2000    | Canada | Vancouver Whitecaps FC | USL First Division | ?           | 3     |
| 2001    | Canada | Vancouver Whitecaps FC | USL First Division | ?           | 8     |
| 2002    | Canada | Vancouver Whitecaps FC | USL First Division | ?           | 9     |
| 2003    | Canada | Vancouver Whitecaps FC | USL First Division | ?           | 9     |
| 2004    | Canada | Vancouver Whitecaps FC | USL First Division | 19          | 7     |
| 2005    | Canada | Vancouver Whitecaps FC | USL First Division | 27          | 17    |
| 2006    | Canada | Vancouver Whitecaps FC | USL First Division | 6           | 0     |
| 2007    | Canada | Vancouver Whitecaps FC | USL First Division | ?           | ?     |
| 2008    | Canada | Vancouver Whitecaps FC | USL First Division | ?           | 2     |
|         |        |                        | Totaal             | 207         | 74    |

- Canada U-20: 8 interlands, 2 doelpunten.
- Canada U-23: 4 interlands, 0 doelpunten.

## Erelijst

### Met clubteams
- Winnaar Cascadia Cup: 2004, 2005, 2008 (Vancouver Whitecaps)
- Winnaar Nations Cup: 2006 (Vancouver Whitecaps)
- Kampioenschap USL First Division: 2006 en 2008 (Vancouver Whitecaps)

### Met Canada
- Achtste finalist WK onder 20 jaar: 1997 (Canada U-20)
- Vierde plaats Pan-Amerikaanse Spelen: 1999 (Canada U-23)

### Persoonlijke prijzen
- Topscorer USL First Division: 2005
- USL Most Valuable Player Award: 2005